# Česká fotbalová liga 2019/2020
Sezóna 2019/20 byla 29. ročníkem České fotbalové ligy, která spolu s Moravskoslezskou fotbalovou ligou tvoří 3. úroveň v systému fotbalových soutěží. Je řízena Fotbalovou asociací České republiky. Sezóna začala v pátek 9. srpna 2019 a byla v březnu roku 2020 z důvodu celosvětové pandemie nemoci covid-19 předčasně ukončena.

## Formát
Českou fotbalovou ligu hrálo v sezoně 2019/20 celkem 32 týmů, které byly rozděleny do dvou skupin po 16 týmech. V obou skupinách hrálo systémem každý s každým v systému doma - venku. Celkem se mělo odehrát odehraje 30 kol a 240 zápasů, z důvodu předčasného ukončení soutěže však bylo odehráno pouze 16 kol. Po nedohraném ročníku bylo rozhodnuto o postupu týmu,který se nacházel na prvním místě skupiny A do 2. nejvyšší soutěže. Do Fortuna národní ligy tedy postoupil tým FC MAS Táborsko. Vzhledem k nedohrání sezony bylo rozhodnuto o tom, že žádný z týmu ČFL nesestoupí do nižší soutěže, tedy divize. 

## Změny týmů
- V předcházející sezoně ČFL 2018/19, si vybojoval postup do Fortuna Národní ligy tým FK Slavoj Vyšehrad.
- Z vyšší soutěže Fortuna Národní liga sestoupilo FC MAS Táborsko.
- Po skončení podzimní sezony se stal první sestupujícím tým SK Viktorie Jirny, který od sezony 2019/20 zmizel z fotbalové mapy
- Po skončení sezony ČFL 2018/19 odstoupily týmy SC Olympia Radotín, FK Litoměřicko a FK Dobrovice, které v sezoně 2019/20 hrají v krajských přeborech
- Tým SK Převýšov převedl práva na soutěž na tým FK Chlumec nad Cidlinou.
- Z divizí postoupily týmy FK Admira Praha, SK Rakovník, Sokol Hostouň, FK Zbuzany 1953, FK Motorlet Praha, FK Přepeře a FK Pardubice "B".
- Do soutěže byly také nově zařazeny rezervní týmy klubů z profesionálních soutěží: SK Slavia Praha „B“, FC Viktoria Plzeň "B", AC Sparta Praha „B“, FK Jablonec "B", FC Slovan Liberec "B", FK Mladá Boleslav "B", FK Teplice "B", Bohemians Praha 1905 "B", 1. FK Příbram "B", FK Dukla Praha "B" a FC Hradec Králové "B"

## Kluby podle krajů
V soutěži je zastoupeno všech devět českých krajů v České republice. Soutěž je nejvíce soustředěna v Praze a Středočeském kraji, kde se nachází celkem 17 týmů, což tvoří více než polovinu celkových účastníků obou skupin.
- Praha (7): SK Slavia Praha „B“, FK Loko Vltavín, FK Admira Praha, AC Sparta Praha „B“, Bohemians Praha 1905 "B", FK Dukla Praha "B", FK Motorlet Praha
- Plzeňský (2): TJ Jiskra Domažlice, FC Viktoria Plzeň "B"
- Karlovarský (1): FC Slavia Karlovy Vary
- Ústecký (2): SK Sokol Brozany, FK Teplice "B"
- Jihočeský (2): FC Písek, FC MAS Táborsko
- Středočeský (10): FK Králův Dvůr, SK Zápy, FK TJ Štěchovice, SK Rakovník, SK Benešov, Sokol Hostouň, FK Zbuzany 1953, TJ Slovan Velvary, FK Mladá Boleslav "B", 1. FK Příbram "B"
- Pardubický (3): TJ Sokol Živanice, TJ Jiskra Ústí nad Orlicí, FK Pardubice "B"
- Královéhradecký (2): FK Chlumec nad Cidlinou, FC Hradec Králové "B"
- Liberecký (3): FK Jablonec "B", FC Slovan Liberec "B", FK Přepeře

## Tabulka skupiny A (po posledním dohraném 16. kole)
| 1.MAS Táborsko     | 16 | 12 | 2 | 1 | 1  | 45:13 | 41 |
| 2.Sparta Praha B   | 16 | 12 | 1 | 1 | 2  | 38:13 | 39 |
| 3.Písek            | 16 | 9  | 2 | 1 | 4  | 26:15 | 32 |
| 4.Viktoria Plzeň B | 16 | 9  | 0 | 4 | 3  | 26:16 | 31 |
| 5.Králův Dvůr      | 15 | 8  | 1 | 2 | 4  | 26:20 | 28 |
| 6.Slavia Praha B   | 16 | 8  | 1 | 0 | 7  | 38:27 | 26 |
| 7.Motorlet Praha   | 16 | 5  | 5 | 1 | 5  | 21:21 | 26 |
| 8.Vltavín          | 16 | 8  | 1 | 0 | 7  | 24:30 | 26 |
| 9.Domažlice        | 16 | 7  | 0 | 1 | 8  | 31:29 | 22 |
| 10.Admira Praha    | 16 | 5  | 1 | 3 | 7  | 22:28 | 20 |
| 11.Štěchovice      | 15 | 5  | 2 | 0 | 8  | 22:25 | 19 |
| 12.Karlovy Vary    | 16 | 3  | 4 | 0 | 9  | 20:35 | 17 |
| 13.Příbram         | 16 | 4  | 1 | 2 | 9  | 21:23 | 16 |
| 14.Benešov         | 16 | 4  | 1 | 2 | 9  | 22:34 | 16 |
| 15.Hostouň         | 16 | 4  | 0 | 3 | 9  | 16:30 | 15 |
| 16.Rakovník        | 16 | 2  | 0 | 1 | 13 | 11:50 | 7  |

## Tabulka skupiny B (po posledním dohraném 16. kole)
| 1.Jablonec B           | 16 | 11 | 1 | 1 | 3  | 34:22 | 36 |
| 2.Zápy                 | 16 | 10 | 2 | 1 | 3  | 36:23 | 35 |
| 3.Mladá Boleslav B     | 16 | 7  | 4 | 1 | 4  | 42:23 | 30 |
| 4.Chlumec nad Cidlinou | 16 | 8  | 2 | 2 | 4  | 32:24 | 30 |
| 5.Živanice             | 15 | 8  | 1 | 3 | 3  | 29:20 | 29 |
| 6.Velvary              | 16 | 7  | 2 | 2 | 5  | 25:20 | 27 |
| 7.Ústí nad Orlicí      | 16 | 7  | 2 | 0 | 7  | 25:30 | 25 |
| 8.Hradec Králové B     | 16 | 6  | 1 | 4 | 5  | 26:19 | 24 |
| 9.Bohemians 1905 B     | 16 | 7  | 1 | 1 | 7  | 33:29 | 24 |
| 10.Přepeře             | 16 | 7  | 1 | 0 | 8  | 29:27 | 23 |
| 11.Zbuzany             | 15 | 6  | 1 | 3 | 5  | 33:31 | 23 |
| 12.Dukla Praha B       | 16 | 6  | 0 | 2 | 8  | 37:44 | 20 |
| 13.Liberec B           | 16 | 4  | 2 | 1 | 9  | 23:32 | 17 |
| 14.Pardubice B         | 16 | 4  | 2 | 0 | 10 | 24:35 | 16 |
| 15.Teplice B           | 16 | 2  | 2 | 3 | 9  | 24:45 | 13 |
| 16.Brozany             | 16 | 3  | 0 | 0 | 13 | 13:41 | 9  |

- Z = Odehrané zápasy; V = Vítězství; R = Remízy; P = Prohry; VG = Vstřelené góly; OG = Obdržené góly; B = Body

|  | Zápas o postup FNL 2020/21 s vítězem druhé skupiny |
|  | Sestup do Divize A, Divize B nebo Divize C         |